# Song Young-moo
 (mars 2025).
Dans ce nom coréen, le nom de famille, Song, précède le nom personnel.
Song Young-moo (en hangeul : 송영무), né le 24 février 1949 à Nonsan en Corée du Sud, est un militaire et homme politique sud-coréen.
Ancien amiral de la Marine de la république de Corée pendant plus de 30 ans, il occupe le poste de Chef des opérations navales (en) du 17 novembre 2006 au 20 mars 2008. Après avoir été le principal conseiller de défense de Moon Jae-in lors de sa campagne présidentielle en 2012 et 2017, il est ministre de la Défense nationale du 14 juillet 2017 au 21 septembre 2018.